# عزم مغناطيسي البروتون
عزم مغناطيسي البروتون في الفيزياء النووية (بالإنجليزية : proton magnetic moment) نظرا لأن البروتون له شحنة كهربائية ويدور حول محوره فيما يسمى عزم مغزلي فإن له أيضا عزم مغناطيسي . أي أن البروتون يتصرف في وجود مجال مغناطيسي خارجي تصرف مغناطيس صغير ثنائي القطب . اكتشف العزم المغناطيسي للبروتون العالم الفيزيائي الألماني أوتو شترن ، ولا يصح الخلط بينه وبين المغنطون النووي . ويرمز للعزم المغناطيسي للبروتون بالرمز {\displaystyle \mu _{\mathrm {p} }} فيه حرف p الذي يميزه عن العزم المغناطيسي للنيوترون {\displaystyle \mu _{\mathrm {n} }} و مغنطون نووي {\displaystyle \mu _{\mathrm {N} }} .

## قيمته
تعطي لجنة بيانات العلوم والتكنولوجيا (كوداتا) قيمة العزم المغناطيسي للبروتون:
{\displaystyle \mu _{\mathrm {p} }=+1,410606662.10^{-26}} جول تسلا-1.
وعلاقته بالمغنطون النووي كالآتي :
{\displaystyle \mu _{\mathrm {p} }=+2,79284739\,\mu _{\mathrm {N} }}
حيث أنه دالة حاصل ضرب معامل لاندي في المغنطون النووي مقسوما على 2:
{\displaystyle \mu _{\mathrm {p} }=g_{p}\,\mu _{\mathrm {N} }/2}
حيث معامل لاندي للبروتون :
{\displaystyle g_{p}=+5,58569478}
ومقدار المغنطون النووي :
{\displaystyle \mu _{\mathrm {N} }={{e\hbar } \over {2m_{\mathrm {p} }}}} = 5,05078324 × 10-27 جول تسلا-1.
يبلغ معامل لاندي للمغنطون النووي {\displaystyle g_{N}=2}
وتعني :
{\displaystyle e} شحنة أولية,
{\displaystyle \hbar } ثابت بلانك المخفض (ثابت بلانك مقسوم على {\displaystyle 2\pi }) ,
{\displaystyle m_{p}} كتلة البروتون